# Christoph Wiederkehr
Christoph Wiederkehr (Salzburg, 1990. április 12. –) 2025-től Ausztria oktatásügyi minisztere.

## Élete
Wiederkehr édesapja magyar, édesanyja francia származású, és rajta keresztül francia állampolgársággal is rendelkezik. 
A salzburgi érseki Borromäum gimnáziumban 2009-ben érettségizett. Ezután a Bécsi Egyetemen jogot és politikatudományt tanult. 2015 novembere óta a bécsi városi tanács és a tartományi parlament tagja volt. 2018. szeptember 27-én Beate Meinl-Reisingert követte a NEOS bécsi parlamenti frakciójának élén. 2018 decemberében megválasztották a NEOS tartományi szóvivőjének.
2020. november 24-én Bécs városának alpolgármesterévé választották.

## Kiadványok
- Szerkesztőként Clemens Ableidingerrel: 175 Jahre 1848: Liberalismus in Wien von 1848 bis heute. Böhlau, Wien 2024, ISBN 978-3-205-22036-7
- Schule schaffen: Schulangst – Notenfrust – Bürokratie – Wie gelingt es, dass Kinder wieder gerne zur Schule gehen? Goldegg Verlag, Wien 2024, ISBN 978-3-99060-452-6

## Fordítás
- Ez a szócikk részben vagy egészben  a   Christoph Wiederkehr című német Wikipédia-szócikk fordításán alapul.  Az eredeti cikk szerkesztőit annak laptörténete sorolja fel. Ez a jelzés csupán a megfogalmazás eredetét és a szerzői jogokat jelzi, nem szolgál a cikkben szereplő információk forrásmegjelöléseként.